# NKOTBSBツアー
NKOTBSB ツアーはアメリカの男性ボーカル・グループであるニュー・キッズ・オン・ザ・ブロックとバックストリート・ボーイズのジョイント・コンサートである。両グループのヒット曲を中心に主に北米をツアーする。

## 背景
| 「                                                                                       | 僕たちはそれぞれツアーをしてきたが、一緒に共演したことはなかった。でもお互い近い道を歩んできた。NKOTBはあの夏解散し、僕たちは僕たちの道を歩いてきたけれど、結局一緒のステージに立つことにした。それは僕たちにとって忘れられない素晴らしい瞬間だった。その後僕たちはTwitterやFacebookでみんなと一緒に活動を始めた…僕たちがどこでツアーをしているかわかるように。そのことに関して話し合い始め、行動を起こした。 | 」 |
| —ブライアン・リトレル(バックストリート・ボーイズ) （エンターテイメント・トゥナイトより） | |    |

2010年夏、ニュー・キッズ・オン・ザ・ブロックのツアーCasi-NO Tourのラジオシティ・ミュージックホール公演にバックストリート・ボーイズが共演し『アイ・ウォント・イット・ザット・ウェイ』を歌った。それ以降メディアは2011年夏にジョイント・ツアーをおこなうのではないかと報じ始めた。このツアーはライブ・ネーション・エンターテイメントにより製作され、アメリカでの男性ボーカル・グループのブームの再燃となった。
シングルが発売されると表明したラジオ番組『On Air with Ryan Seacrest』のインタビューで公式にツアーの件が発表された。それと同時にバックストリート・ボーイズの脱退メンバー、ケヴィン・リチャードソンの参加も確証がないながらも希望していた。ツアーのプロモーションのためUstreamで質疑応答が生中継された。また、第38回アメリカン・ミュージック・アワードでは視聴者にツアーの様子を予見させるパフォーマンスを見せた。エンターテイメント・トゥナイトでのインタビューでドニー・ウォルバーグは円形の演壇に長く花道の続くコンサートの舞台画を公開した。さらに1階席や舞台にはサプライズが仕掛けられていると言った。また彼らは『ダンシング・ウィズ・ザ・スターズ』と『トゥデイ』でパフォーマンスをおこなった。

## 前座
- アシュリン・ハフ[6]
- ジョーダン・スパークス(日程による)[7]
- マシュー・モリソン(日程による)[8]
- Neverest(日程による)[9]

## セットリスト
1. メドレー: 『Single』 / 『The One』 (『美しき生命』の一部を含む)
2. 『Summertime』
3. 『The Call』
4. 『Dirty Dancing』
5. 『Get Down (You're the One for Me)"
6. 『You Got It (The Right Stuff)"
7. 『Larger Than Life』
8. 『Didn't I (Blow Your Mind This Time)』
9. 『Valentine Girl"』
10. 『If You Go Away』
11. 『Please Don’t Go Girl』
12. 『Show Me the Meaning of Being Lonely"
13. 『10,000 Promises』
14. 『I'll Never Break Your Heart』
15. 『Helpless When She Smiles (added June 2)』
16. 『Drowning』
17. 『Incomplete』
18. 『Step By Step』
19. 『Cover Girl』
20. 『My Favorite Girl』
21. 『Games』
22. 『Click Click Click』
23. 『Tonight』
24. 『Shape of My Heart』
25. 『君が僕を愛するかぎり As Long As You Love Me』
26. 『All I Have to Give』
27. 『If You Stay』 (『Raspberry Beret』からの引用を含む)
28. 『Quit Playing Games (With My Heart)』 (『今夜はドント・ストップ Don't Stop 'til You Get Enough』の一部を含む)
29. 『I'll Be Loving You (Forever)』
30. 『PDA』
31. 『Don't Turn Out The Lights』
32. 『All Of Your Life (You Need Love)』
33. 『Bye Bye Love』
34. 『If I Knew Then』
35. 『アイ・ウォント・イット・ザット・ウェイ I Want It That Way』

アンコール
1. 『We've Got It Going On』
2. 『Hanging Tough』
3. 『Everybody Backstreet's Back』 / 『Hangin Tough』 (リプライズ)

出典: 

## 日程
| 日時             | 都市                                     | 国             | 会場                                         |
| ---------------- | ---------------------------------------- | -------------- | -------------------------------------------- |
| 北米             |                                          |                |                                              |
| 2011年5月25日    | イリノイ州ローズモント                   | アメリカ合衆国 | オールステート・アリーナ                     |
| 2011年5月26日    | ミシガン州グランドラピッズ               | アメリカ合衆国 | ヴァン・アンデル・アリーナ                   |
| 2011年5月28日    | ニューヨーク州バッファロー               | アメリカ合衆国 | HSBCアリーナ                                 |
| 2011年5月29日    | メリーランド州ボルチモア                 | アメリカ合衆国 | ファースト・マリナー・アリーナ               |
| 2011年5月30日    | コネチカット州アンキャスビル             | アメリカ合衆国 | モヒガン・サン・アリーナ                     |
| 2011年6月2日     | コネチカット州アンキャスビル             | アメリカ合衆国 | モヒガン・サン・アリーナ                     |
| 2011年6月3日     | ワシントンD.C.                           | アメリカ合衆国 | ベライゾン・センター                         |
| 2011年6月4日     | マサチューセッツ州ボストン               | アメリカ合衆国 | TDガーデン                                   |
| 2011年6月5日     | ペンシルベニア州フィラデルフィア         | アメリカ合衆国 | ウェルズ・ファーゴ・センター                 |
| 2011年6月7日     | ケベック州モントリオール                 | カナダ         | ベル・センター                               |
| 2011年6月8日     | オンタリオ州トロント                     | カナダ         | エア・カナダ・センター                       |
| 2011年6月9日     | オンタリオ州トロント                     | カナダ         | エア・カナダ・センター                       |
| 2011年6月11日    | マサチューセッツ州ボストン               | アメリカ合衆国 | フェンウェイ・パーク                         |
| 2011年6月12日    | ニュージャージー州イーストラザフォード   | アメリカ合衆国 | アイゾッド・センター                         |
| 2011年6月13日    | ニュージャージー州イーストラザフォード   | アメリカ合衆国 | アイゾッド・センター                         |
| 2011年6月15日    | ペンシルベニア州ピッツバーグ             | アメリカ合衆国 | コンソル・エナジー・センター                 |
| 2011年6月16日    | ミシガン州オーバーンヒルズ               | アメリカ合衆国 | ザ・パレス・オブ・オーバーンヒルズ           |
| 2011年6月17日    | イリノイ州シカゴ                         | アメリカ合衆国 | ユナイテッド・センター                       |
| 2011年6月18日    | イリノイ州シカゴ                         | アメリカ合衆国 | ユナイテッド・センター                       |
| 2011年6月20日    | テネシー州メンフィス                     | アメリカ合衆国 | フェデックス・フォーラム                     |
| 2011年6月21日    | テネシー州ナッシュビル                   | アメリカ合衆国 | ブリヂストン・アリーナ                       |
| 2011年6月22日    | ジョージア州アトランタ                   | アメリカ合衆国 | フィリップス・アリーナ                       |
| 2011年6月24日    | ルイジアナ州ラファイエット               | アメリカ合衆国 | ケイジャンドーム                             |
| 2011年6月25日    | テキサス州ヒューストン                   | アメリカ合衆国 | トヨタセンター                               |
| 2011年6月26日    | テキサス州ダラス                         | アメリカ合衆国 | アメリカン・エアラインズ・センター           |
| 2011年6月28日    | テキサス州サンアントニオ                 | アメリカ合衆国 | AT&Tセンター                                 |
| 2011年6月30日    | アリゾナ州フェニックス                   | アメリカ合衆国 | USエアウェイズ・センター                     |
| 2011年7月1日     | カリフォルニア州ロサンゼルス             | アメリカ合衆国 | ステイプルズ・センター                       |
| 2011年7月2日     | カリフォルニア州サンノゼ                 | アメリカ合衆国 | HPパビリオン                                 |
| 2011年7月3日     | ネバダ州ラスベガス                       | アメリカ合衆国 | マンダレイ・ベイ・イベント・センター         |
| 2011年7月6日     | カリフォルニア州アナハイム               | アメリカ合衆国 | ホンダセンター                               |
| 2011年7月8日     | ワシントン州タコマ                       | アメリカ合衆国 | タコマ・ドーム                               |
| 2011年7月9日     | ブリティッシュコロンビア州バンクーバー   | カナダ         | ロジャース・アリーナ                         |
| 2011年7月10日    | ブリティッシュコロンビア州バンクーバー   | カナダ         | ロジャース・アリーナ                         |
| 2011年7月12日    | アルバータ州エドモントン                 | カナダ         | レクソール・プレイス                         |
| 2011年7月13日[A] | アルバータ州カルガリー                   | カナダ         | スコシアバンク・サドルドーム                 |
| 2011年7月15日    | ミネソタ州ミネアポリス                   | アメリカ合衆国 | ターゲット・センター                         |
| 2011年7月16日    | ミズーリ州カンザスシティ                 | アメリカ合衆国 | スプリント・センター                         |
| 2011年7月17日    | オクラホマ州タルサ                       | アメリカ合衆国 | BOKセンター                                  |
| 2011年7月19日    | ミズーリ州セントルイス                   | アメリカ合衆国 | スコットトレード・センター                   |
| 2011年7月20日    | ケンタッキー州ルイビル                   | アメリカ合衆国 | KFCヤム!センター                             |
| 2011年7月22日    | フロリダ州オーランド                     | アメリカ合衆国 | アムウェイ・センター                         |
| 2011年7月23日    | ノースカロライナ州グリーンズボロ         | アメリカ合衆国 | グリーンズボロ・コロシアム                   |
| 2011年7月24日    | オハイオ州コロンバス                     | アメリカ合衆国 | ショッテンステイン・センター                 |
| 2011年7月26日    | インディアナ州インディアナポリス         | アメリカ合衆国 | コンセコ・フィールドハウス                   |
| 2011年7月27日    | オハイオ州クリーブランド                 | アメリカ合衆国 | クイックン・ローンズ・アリーナ               |
| 2011年7月29日    | ニュージャージー州アトランティックシティ | アメリカ合衆国 | ボードウォーク・ホール                       |
| 2011年7月30日    | ペンシルベニア州ハーシー                 | アメリカ合衆国 | ハーシーパーク・スタジアム                   |
| 2011年7月31日    | ニューヨーク州ユニオンデイル             | アメリカ合衆国 | ナッソー・ベテランズ・メモリアル・コロシアム |
| 2011年8月4日     | オンタリオ州オタワ                       | カナダ         | スコシアバンク・プレイス                     |
| 2011年8月5日     | ケベック州モントリオール                 | カナダ         | ベル・センター                               |
| 2011年8月6日     | オンタリオ州ハミルトン                   | カナダ         | コップス・コロシアム                         |
| 2011年8月7日     | オンタリオ州ロンドン                     | カナダ         | ジョン・ラバット・センター                   |

フェスティバルなど
A このコンサートはカルガリー・スタンピードの一部である。

### 興業成績
| 会場                             | 都市                         | 売上枚数 / 購入可能数  | 売上総計   |
| -------------------------------- | ---------------------------- | ---------------------- | ---------- |
| ヴァン・アンデル・アリーナ       | ミシガン州グランドラピッズ   | 5,925 / 9,295 (64%)    | $384,009   |
| ベル・センター                   | ケベック州モントリオール     | 13,930 / 13,930 (100%) | $1,079,770 |
| パレス・オブ・オーバーン・ヒルズ | ミシガン州オーバーン・ヒルズ | 13,726 / 13,726 (100%) | $889,033   |